# 1946 w literaturze
Wydarzenia literackie w 1946 roku.

## Wydarzenia
- polskie
  - Kazimierz Wyka na łamach czasopisma "Odrodzenie" sformułował tezę o istnieniu literatury obrachunków inteligenckich.

- zagraniczne
  - W Austrii założono agencję prasową Austria Presse Agentur.
  - W Hanowerze założono tygodnik Der Spiegel.
  - W Zagrzebiu ukazał się pierwszy przekład Lalki w języku serbsko-chorwackim.

## Nowe książki
- polskie
  - Leopold Buczkowski – Czarny potok (pierwodruk w 1954)
  - Stanisław Dygat – Jezioro Bodeńskie
  - Jarosław Iwaszkiewicz – Matka Joanna od Aniołów
  - Stefan Kisielewski – Sprzysiężenie
  - Zofia Kossak-Szczucka – Z otchłani: wspomnienia z lagru
  - Zofia Nałkowska – Medaliony
  - Beata Obertyńska – W domu niewoli

- zagraniczne
  - Louis Paul Boon – Zapomniana ulica (Vergeten straat)
  - Agatha Christie – Niedziela na wsi (The Hollow)
  - Nikos Kazantzakis – Grek Zorba (Bios kai politeia tu Alexe Zormpa)
  - Borys Polewoj – Opowieść o prawdziwym człowieku (Повесть о настоящем человеке)
  - Erich Maria Remarque – Łuk triumfalny (Arc de Triomphe)

## Nowe dramaty
- polskie
  - Jerzy Szaniawski – Dwa teatry
- zagraniczne
  - Eugene O’Neill – Zimna śmierć nadchodzi

## Nowe poezje
- polskie
  - Tadeusz Różewicz – W łyżce wody
  - Józef Łobodowski – Modlitwa na wojnę
- zagraniczne
  - Jiřina Hauková – Cudzy pokój (Cizí pokoj)
  - Josef Kainar – Nowe mity (Nové mýty)
  - Jiří Kolář – Ody i wariacje (Ódy a variace)
  - Jacques Prévert – Słowa (Paroles)
  - Saint-John Perse – Wichry (Vents)
  - Ronald Stuart Thomas – The Stones of the Field[1]
  - Lawrence Durrell – Cities, Plains and People[2]

## Nowe prace naukowe
- zagraniczne
  - Sylvester Saller – Discoveries at St. John’s, ‘Ein Kârim
  - Jean-Paul Sartre – Egzystencjalizm jest humanizmem (L'existentialisme est un humanisme)

## Urodzili się
- 3 stycznia – Terry Deary, brytyjski pisarz
- 5 stycznia – Jewgienij Popow, rosyjski pisarz
- 7 stycznia – Anna-Clara Tidholm, szwedzka ilustratorka i autorka książek
- 16 stycznia – Graham Masterton, brytyjski pisarz, twórca horrorów
- 19 stycznia – Julian Barnes, angielski powieściopisarz, autor opowiadań i eseista[3]
- 24 stycznia – Jerzy Kronhold, polski poeta i działacz kultury (zm. 2022)
- 27 stycznia – Lech Raczak, polski dramatopisarz (zm. 2020)
- 31 stycznia – Juan José Millás, hiszpański pisarz i dziennikarz
- 1 lutego – Marek Kwapiszewski, polski literaturoznawca (zm. 2017)
- 9 lutego – Jim Webb, amerykański polityk i pisarz
- 17 lutego – Shahrnush Parsipur, perska prozaiczka
- 18 lutego – Nadzieja Artymowicz, poetka literatury białoruskojęzycznej (zm. 2023)
- 22 lutego – František Lipka, słowacki poeta i tłumacz
- 25 lutego – Franz Xaver Kroetz, niemiecki dramatopisarz, prozaik, scenarzysta
- 28 lutego
  - Steve Martini, amerykański pisarz thrillerów
  - Leszek Szaruga, polski poeta, prozaik, eseista, tłumacz (zm. 2024)
- 1 marca – Jim Crace, brytyjski pisarz
- 4 marca – Diane Broeckhoven, flamandzka pisarka
- 7 marca – Wera Dejanowa, bułgarska literatka i tłumaczka literatury polskiej
- 19 marca – Beno Budar, górnołużycki pisarz, tłumacz i publicysta (zm. 2023)
- 22 marca
  - Gert Nygårdshaug, norweski pisarz i poeta
  - Rudy Rucker, amerykański pisarz science fiction
- 25 marca – Stephen Hunter, amerykański powieściopisarz, eseista i krytyk filmowy
- 29 marca – Piotr Müldner-Nieckowski, polski pisarz, językoznawca
- 2 kwietnia – Sue Townsend, angielska pisarka (zm. 2014)
- 4 kwietnia – György Spiró, węgierski prozaik, dramatopisarz, eseista i tłumacz
- 10 kwietnia – Maja Wodecka, polska aktorka i tłumaczka poezji na język francuski i polski
- 16 kwietnia – Maciej Wojtyszko, polski pisarz literatury dla dzieci i młodzieży
- 18 kwietnia – Janet Kagan, amerykańska pisarka fantastyki (zm. 2008)
- 30 kwietnia – Sven Nordqvist, szwedzki autor i ilustrator książek dla dzieci
- 2 maja – Bruce Robinson, brytyjski scenarzysta, powieściopisarz i reżyser
- 3 maja – Marian Kustra, polski poeta, prozaik i eseista, organizator życia literackiego na Kujawach
- 5 maja – Bruno Ferrero, włoski salezjanin, pisarz katolicki, dziennikarz
- 8 maja – Ruth Padel, brytyjska poetka klasyczna i dziennikarka
- 12 maja
  - Michael Coleman, brytyjski autor książek dla dzieci i młodzieży
  - Maryna Ochab, polska tłumaczka
  - L. Neil Smith, amerykański pisarz science fiction (zm. 2021)
- 17 maja
  - Joan Barfoot, kanadyjska pisarka
  - F. Paul Wilson, amerykański pisarz
- 20 maja – Aleksander Migo, polski poeta postmodernistyczny
- 23 maja – Ursula Hegi, amerykańska pisarka niemieckiego pochodzenia
- 24 maja – Alina Nowicka-Jeżowa, polska literaturoznawczyni
- 3 czerwca – Wojciech Kazimierz Gutowski, polski historyk literatury i krytyk literacki (zm. 2021)
- 6 czerwca – Jerzy Żurek, polski prozaik, dramaturg
- 9 czerwca – James Kelman, brytyjski pisarz i dziennikarz
- 17 czerwca – Peter Rosei, austriacki pisarz
- 19 czerwca – Stephen Coonts, amerykański pisarz powieści sensacyjnych
- 23 czerwca – Jerry Ahern, amerykański pisarz science-fiction (zm. 2012)
- 27 czerwca – Zsuzsanna Gahse, szwajcarska pisarka węgierskiego pochodzenia
- 5 lipca – Daniela Hodrová, czeska powieściopisarka, eseistka i badaczka literatury (zm. 2024)
- 11 lipca
  - Anna Góralska, polska historyk literatury polskiej (zm. 2006)
  - Uładzimir Niaklajeu, białoruski poeta, prozaik i działacz społeczno-polityczny
- 19 lipca – Teresa Kowalska, polska tłumaczka literatury pięknej
- 25 lipca – Jakub Zdzisław Lichański, polski historyk literatury i kultury, krytyk literacki
- 1 sierpnia – Paul Torday, brytyjski pisarz (zm. 2013)
- 9 sierpnia – Juris Kronbergs, łotewsko-szwedzki poeta i tłumacz (zm. 2020)
- 10 sierpnia – Renaud Camus, francuski pisarz, diarysta i eseista
- 11 sierpnia – Marilyn vos Savant, amerykańska felietonistka i pisarka pochodzenia austriackiego
- 16 sierpnia – Pavao Pavličić, chorwacki pisarz, eseista, scenarzysta, krytyk literacki i tłumacz
- 23 sierpnia – Robert Irwin, brytyjski pisarz i historyk
- 4 września
  - Katarzyna Jarosz-Rabiej, polska poetka, pisarka i wydawca
  - Anna Kiesewetter, polska pisarka, poetka, animatorka kultury
- 10 września
  - Tamara Bołdak-Janowska, polska pisarka
  - Krzysztof Kasprzyk, polski poeta
- 11 września – Marek Harny, polski pisarz
- 15 września – Władysław Łazuka, polski poeta, prozaik, muzyk
- 20 września – Julian Kornhauser, polski poeta, prozaik, krytyk literacki, eseista, tłumacz literatury serbskiej i chorwackiej
- 21 września – Piotr Szymanowski, polski tłumacz literatury pięknej, romanista (zm. 2016)
- 26 września – Barbara Toruńczyk, polska publicystka, eseistka, historyk literatury, wydawca, redaktor naczelny "Zeszytów Literackich"
- 1 października
  - Anna Bojarska, polska pisarka, eseistka, autorka sztuk scenicznych (zm. 2019)
  - Tim O'Brien, amerykański pisarz
  - Andrzej Warzecha, polski poeta, krytyk literacki, publicysta, tłumacz z języka bułgarskiego
- 3 października – Andrzej Zimniak, polski pisarz fantastyki
- 18 października
  - James Robert Baker, amerykański nowelista, satyryk i scenarzysta (zm. 1997)
  - Barry Gifford, amerykański powieściopisarz, poeta, scenarzysta
- 19 października – Philip Pullman, brytyjski pisarz
- 20 października – Elfriede Jelinek, austriacka powieściopisarka i dramatopisarka, laureatka Nagrody Nobla
- 25 października – Janusz Gajowniczek, polski pisarz regionalista związany z województwem zachodniopomorskim
- 30 października – Włodzimierz Antkowiak, polski pisarz i malarz
- 10 listopada – Jack Ketchum, amerykański pisarz grozy (zm. 2018)
- 13 listopada – Stanisław Barańczak, polski poeta, krytyk, tłumacz (zm. 2014)
- 18 listopada – Alan Dean Foster, amerykański pisarz fantasy i science fiction
- 27 listopada – Ron Rosenbaum, amerykański dziennikarz i pisarz
- 29 listopada – Vuk Drašković, serbski pisarz, polityk
- 3 grudnia – Anna Bernat, polska poetka
- 5 grudnia – Tadeusz Sławek, polski poeta, tłumacz, eseista, literaturoznawca
- 15 grudnia – Irena Grudzińska-Gross, polska historyk literatury, eseistka i publicystka
- 21 grudnia – Genowefa Jakubowska-Fijałkowska, polska poetka
- 27 grudnia – Maciej Parowski, polski pisarz, autor fantastyki naukowej (zm. 2019)
- 30 grudnia – Patti Smith, amerykańska wokalistka, autorka piosenek i poetka
- Mort Castle, amerykański pisarz horrorów
- Joseph Kanon, amerykański pisarz
- Elizabeth A. Lynn, amerykańska pisarka fantastyki
- Jerzy Marian Pikul, polski poeta i prozaik (zm. 2016)

## Zmarli
- 20 marca – Amir Hamzah, indonezyjski poeta (ur. 1911)
- 3 kwietnia – Thomas Dixon, amerykański pisarz i scenarzysta (ur. 1864)
- 8 kwietnia – Ilarie Voronca, rumuński poeta pochodzenia żydowskiego, awangardzista (ur. 1903)
- 19 maja – Booth Tarkington, amerykański powieściopisarz (ur. 1869)
- 6 czerwca – Gerhart Hauptmann, niemiecki dramaturg i powieściopisarz (ur. 1862)
- 1 lipca – Liudas Gira, litewski poeta, dramatopisarz i krytyk literacki (ur. 1884)
- 27 lipca – Gertrude Stein, amerykańska powieściopisarka i poetka żydowskiego pochodzenia (ur. 1874)
- 13 sierpnia – Herbert George Wells, angielski pisarz science fiction (ur. 1866)
- 16 września – Abraham Josef Sztybel, wydawca publikujący literaturę po hebrajsku (ur. 1884)
- 23 października – Ernest Thompson Seton, amerykański rysownik i pisarz (ur. 1860)
- 29 października – Paweł Hulka-Laskowski, polski pisarz, tłumacz i publicysta (ur. 1881)
- 23 listopada – Nikołaj Rubakin, rosyjski bibliotekarz i bibliograf (ur. 1862)
- 29 listopada – Johannes Vares, estoński pisarz i polityk (ur. 1890)
- 10 grudnia – Damon Runyon, amerykański dziennikarz i pisarz (ur. 1884)

## Nagrody
- Nagroda Nobla – Hermann Hesse